# Delači
 Delači  falu Horvátországban, a Tengermellék-Hegyvidék megyében. Közigazgatásilag Brod Moravicéhez tartozik.

## Fekvése
Fiumétól 44 km-re északkeletre, községközpontjától 1 km-re északnyugatra, a Zágráb-Fiume vasútvonal közelében, a horvát Hegyvidék (Gorski kotar) területén fekszik.

## Története
A településnek 1857-ben 75, 1910-ben 60 lakosa volt. Trianonig Modrus-Fiume vármegye Delnicei járásához tartozott.
2011-ben 16 lakosa volt.

## Lakosság
| Lakosság változása | Lakosság változása | Lakosság változása | Lakosság változása | Lakosság változása | Lakosság változása | Lakosság változása | Lakosság változása | Lakosság változása | Lakosság változása | Lakosság változása | Lakosság változása | Lakosság változása | Lakosság változása | Lakosság változása | Lakosság változása |
| ------------------ | ------------------ | ------------------ | ------------------ | ------------------ | ------------------ | ------------------ | ------------------ | ------------------ | ------------------ | ------------------ | ------------------ | ------------------ | ------------------ | ------------------ | ------------------ |
| 1857               | 1869               | 1880               | 1890               | 1900               | 1910               | 1921               | 1931               | 1948               | 1953               | 1961               | 1971               | 1981               | 1991               | 2001               | 2011               |
| 75                 | 98                 | 134                | 144                | 52                 | 60                 | 54                 | 46                 | 38                 | 56                 | 53                 | 40                 | 33                 | 32                 | 35                 | 16                 |

## Nevezetességei
A település különlegessége abban rejlik, hogy egy területen épületek olyan csoportja található, amelyek mindegyike védett kulturális emléket képvisel, egyúttal a népi építészet fejlődéséről ad képet. A legrégebbi épületek több évszázados múltra tekintenek vissza, történetük pedig a 17. századra, vagy még azelőttre (Ivan Delač háza) nyúlik vissza, de az újabb építésűek is jellemzően a 19. század elejéhez köthetők (Anton Ožanić háza). Vannak itt polgári gorski kotari típusú házak is, amelyeket a 20. század elején építettek.
A Delači, Maklen, Moravička Sela etnozóna sajátossága a tipikus kőből és fából épült ház, kontyolt, fazsindellyel vagy cseréppel borított nyeregtetővel, kis ablaknyílásokkal és kőkeretes faportálokkal. A településen belüli tipikus térelrendezés jellemzi a hátsó udvarokban épített melléképületekkel és a 19. század hagyományai szerint kialakított pavilonokkal. A település környezetét épületek nélküli szántóföldek jellemzik, ami a gornja moravicai és a brod na kupi uradalom régi szláv mezőgazdasági kultúráját tükrözi.
A delači Ožanić-Žižek-ház Gorski kotar magasan fejlett hagyományos építészetének kiemelkedő példája.  A ház régebbi alapokra épült 1826-ban. Ezt bizonyítja a bejárati kőportál a zárókővel és az építtető Jure Ožanić kezdőbetűivel. Az ácsmunkák közül különlegesek a pincébe vezető faajtók. Több szobás épület, a földszinten és az első emelet egy részében bolívekkel. Építőanyagai kő és fa, a házat pedig kis méretűre vágott zsindely borítja. Elrendezése helyet biztosít az embereknek, a termények tárolásának, az állatállománynak, ami szintén jellemző a gorski kotari vidéki házak elrendezésére.